# Vogue (Zeitschrift)

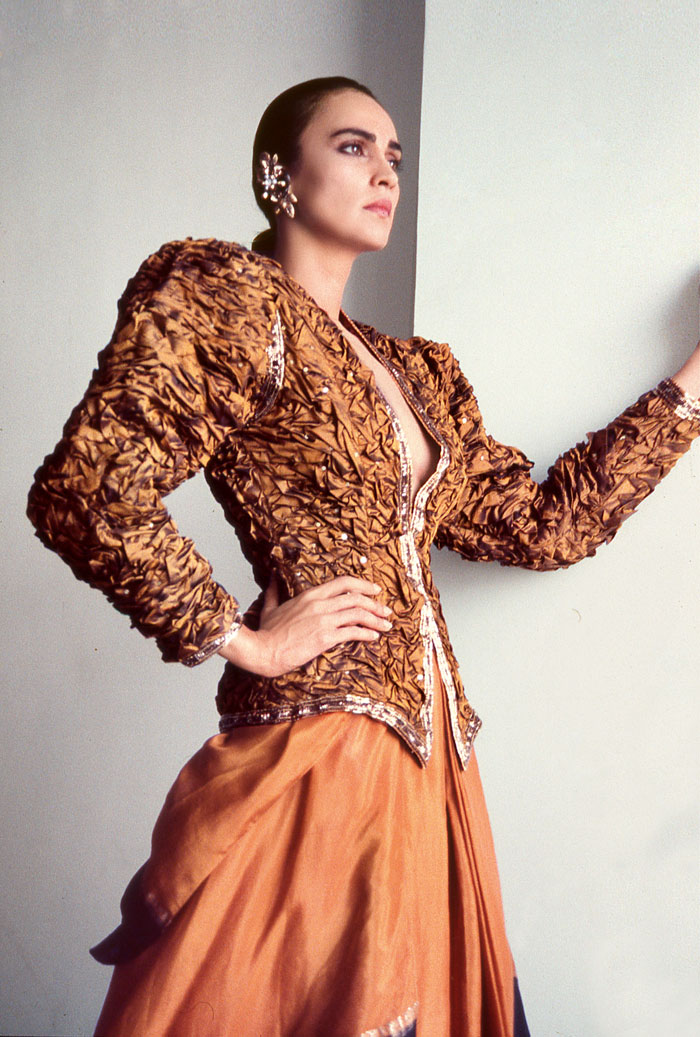
Shyamoli Varma, Vogue India, 2003

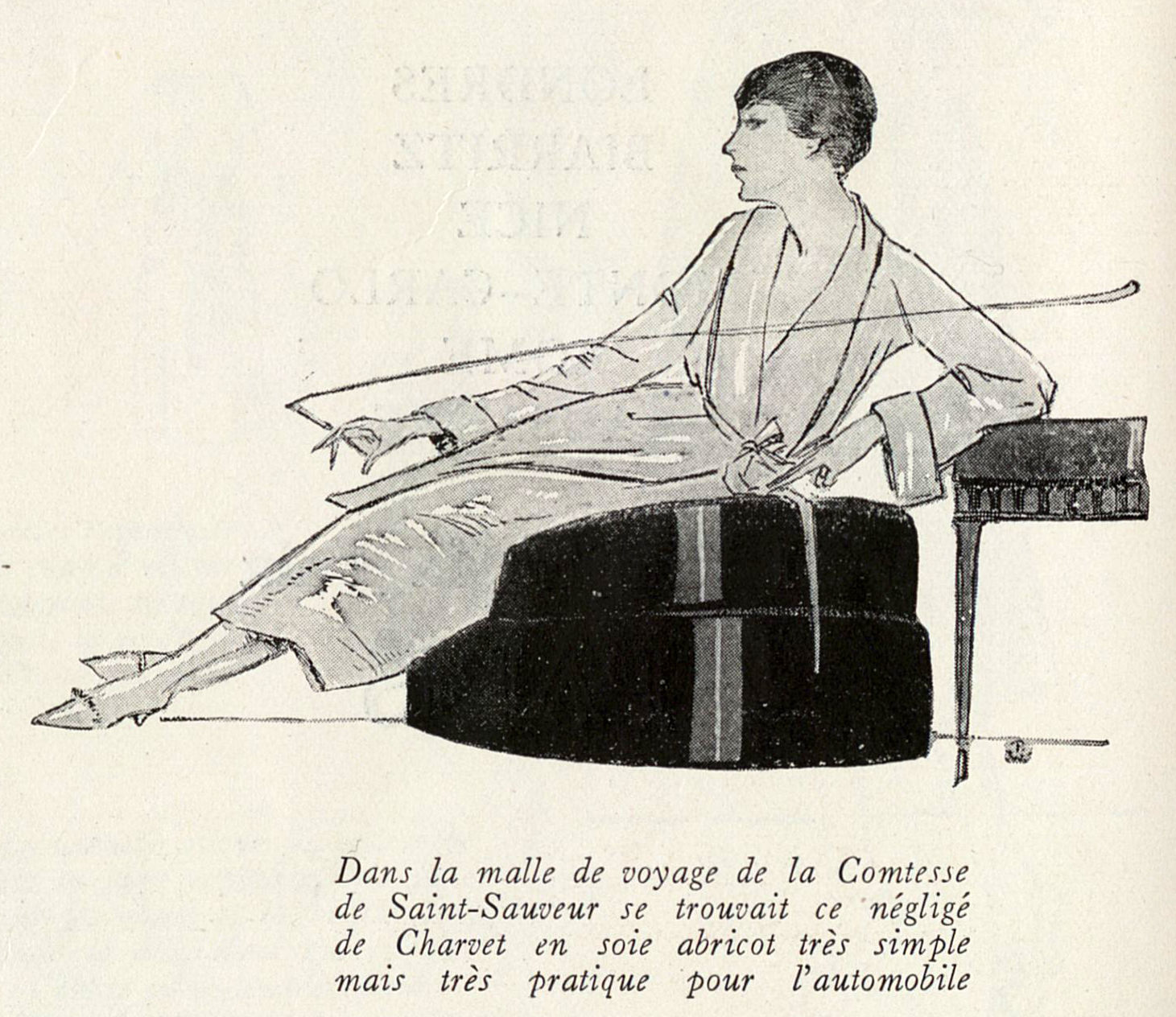
Illustration in der französischen Vogue, 1920

Die Vogue (Eigenschreibweise VOGUE) ist eine international verbreitete Modezeitschrift, die traditionell weltweit einen starken Einfluss auf die Kleidermode, die Modefotografie sowie die Modeillustration hat. Es ist eine Auszeichnung für Models, Modeschöpfer und Fotografen, wenn ihre Arbeit in der Vogue veröffentlicht wird. 1892 erschien die erste Ausgabe in den USA, herausgegeben von Arthur Baldwin Turnure. Nach dessen Tod kaufte 1909 Condé Montrose Nast die Vogue. Bis heute wird Vogue von Condé Nast bzw. in Lizenz verlegt. In Paris erschien am 15. Juni 1920 die erste französische Ausgabe der Vogue. Derzeit werden in 26 Ländern weltweit eigenständige Ausgaben von Vogue herausgegeben. Wesentlich beteiligt am Erfolg in den letzten 50 Jahren waren neben dem künstlerischen Direktor Alexander Liberman die Chefredakteurinnen Diana Vreeland und Anna Wintour.

## Inhalt
Der Schwerpunkt des monatlich erscheinenden Magazins (im Format 213 × 277) sind die aufwendig inszenierten Fotostrecken bekannter Fotografen mit der neuesten exklusiven Damenmode. Fotografen wie Adolphe de Meyer, Edward Steichen, Man Ray, George Hoyningen-Huene, Helmut Newton, Peter Beard und Karl Lagerfeld haben für die Vogue gearbeitet. Daneben enthält das Magazin redaktionelle Beiträge zu Design, Architektur, Prominenten, Kultur, Reisen, Unterhaltung sowie Horoskope. Bekannte Modefotografen waren
- Erwin Blumenfeld (1897–1969)
- Cecil Beaton (1904–1980)
- Horst P. Horst (1906–1999)
- Regina Relang (1906–1989)
- Irving Penn (1917–2009)
- Henry Clarke (um 1917–1996)
- Richard Avedon (1923–2004)
- Peter Lindbergh (1944–2019)

Mit 916 Seiten war die September-Ausgabe 2012 die bisher größte Vogue-Ausgabe aller Zeiten.
Die US-amerikanische Pop-Sängerin Beyoncé erhielt im September 2018 die beispiellose vollständige redaktionelle Kontrolle über das Cover und den Beitrag des Magazins. Sie beauftragte den damals 23-jährigen afroamerikanischen Fotografen Tyler Mitchell, sie für ein Cover des Magazins zu fotografieren. In der 126-jährigen Geschichte der Vogue ist Tyler Mitchell der erste afroamerikanische Fotograf, der ein Cover für das Magazin gestaltet hat.
Mindestens der halbe Heftumfang besteht aus Werbeanzeigen und Promotions internationaler Hersteller von Markenmode und Kosmetik.
Zielgruppe des Magazins sind wohlhabende Kundinnen ab etwa 29 Jahren, die sich am gängigen Schönheitsideal orientieren. Von 2003 bis 2017 erschien in den USA mit Teen Vogue ein Ableger mit der Zielgruppe Teenager.
Die größten Konkurrenzmagazine sind Harper’s Bazaar und Elle.

## Vogue in Deutschland
Die deutsche Ausgabe der Vogue erschien erstmals am 11. April 1928 bis Oktober 1929. Die deutsche Vogue erschien anfangs jeden zweiten Mittwoch bei der Vogue Verlag GmbH, mit Sitz in Berlin W 15 am Kurfürstendamm 211. Herausgeber war H. L. Hammerbacher und Chefredakteur L. O. Mohrenwitz. Der Preis des Einzelheftes betrug 1,50 Reichsmark. Der Druck der deutschen Vogue erfolgte in Berlin-Schöneberg, Hauptstraße 49, bei der Firma Felgentreff & Co. Seit August 1979 wird sie wieder vom Verlagsstandort München herausgegeben. Seit 1978 ist der Condé Nast Verlag Herausgeber der deutschen Vogue, zusammen mit den weiteren Zeitschriften GLAMOUR, GQ und AD. Chefredakteurin war zunächst Christa Dowling, die 1989 von Angelica Blechschmidt abgelöst wurde. 2001 wurde eine deutsche Website gestartet. Im März 2003 wurde Christiane Arp Chefredakteurin, die den Posten bis Dezember 2020 innehatte. 2021 wurde die Erscheinungsfrequenz auf neunmal jährlich reduziert und 2022 wurde sie auf zehnmal jährlich erhöht. Nachfolgerin von Christiane Arp wurde im Februar 2022 Kerstin Weng als Head of Editorial Content. Die verkaufte Auflage beträgt 72.637 Exemplare, ein Minus von 38,3 Prozent seit 1998.
Mit der Oktober-Ausgabe 2009 feierte die deutsche Vogue ihr dreißigjähriges Bestehen. Zum Jubiläum erschien das Magazin mit drei Ausgaben mit insgesamt 2196 Seiten. Karl Lagerfeld, Bruce Weber und Peter Lindbergh waren für jeweils eine Ausgabe Co-Chefredakteure. Zum vierzigjährigen Jubiläum fand von Oktober 2019 bis Januar 2020 die Ausstellung Ist das Mode oder kann das weg?! im Museum Villa Stuck statt. Aus der ab 1984 erscheinenden Männer Vogue ging 1997 GQ hervor. Von 2000 bis 2005 und 2010 bis 2020 erschien der Ableger Vogue Business.
| 1998   | 1999   | 2000   | 2001   | 2002   | 2003   | 2004   | 2005   | 2006   | 2007   | 2008   | 2009   | 2010   | 2011   | 2012   | 2013   | 2014   | 2015   | 2016   | 2017  | 2018  | 2019  | 2020  | 2021  | 2022  | 2023  | 2024  |
| ------ | ------ | ------ | ------ | ------ | ------ | ------ | ------ | ------ | ------ | ------ | ------ | ------ | ------ | ------ | ------ | ------ | ------ | ------ | ----- | ----- | ----- | ----- | ----- | ----- | ----- | ----- |
| 117800 | 114423 | 116392 | 130720 | 138295 | 133664 | 125130 | 126457 | 134016 | 135730 | 131695 | 137754 | 141346 | 141243 | 133255 | 139547 | 129803 | 116165 | 111541 | 95910 | 89257 | 93524 | 89344 | 93548 | 76250 | 69625 | 75785 |

Die Erscheinungsfrequenz wurde im Januar 2015 von wöchentlich auf zweiwöchentlich umgestellt und im Januar 2020 von zweiwöchentlich auf monatlich.

## Veranstaltungen

### In Deutschland
Der Vogue Salon war eine von Vogue-Chefredakteurin Christiane Arp 2011 ins Leben gerufene Initiative zur Förderung junger deutscher Modedesigner und fand zweimal pro Jahr während der Mercedes-Benz Fashion Week in Berlin statt. Der Vogue Salon bot handverlesenen Nachwuchsmodedesignern bis zu vier Saisons lang eine Bühne, ihre Kollektionen einem internationalen Fachpublikum aus Einzelhändlern, Einkäufern und Journalisten vorzustellen, und die für den kommerziellen Erfolg essentiellen Beziehungen zum Handel zu knüpfen.

### International
Unter dem Motto A Global Celebration of Fashion initiiert Vogue 2009 eine internationale Shopping-Initiative, die weltweit in 5 Ländern und 14 Städten veranstaltet wurde.
In Deutschland fand die Shopping-Initiative von 2009 bis 2017 statt. Bei der Fashion’s Night Out hatten Modeboutiquen und Department Stores bis Mitternacht geöffnet.

## Ausgaben und Chefredakteure

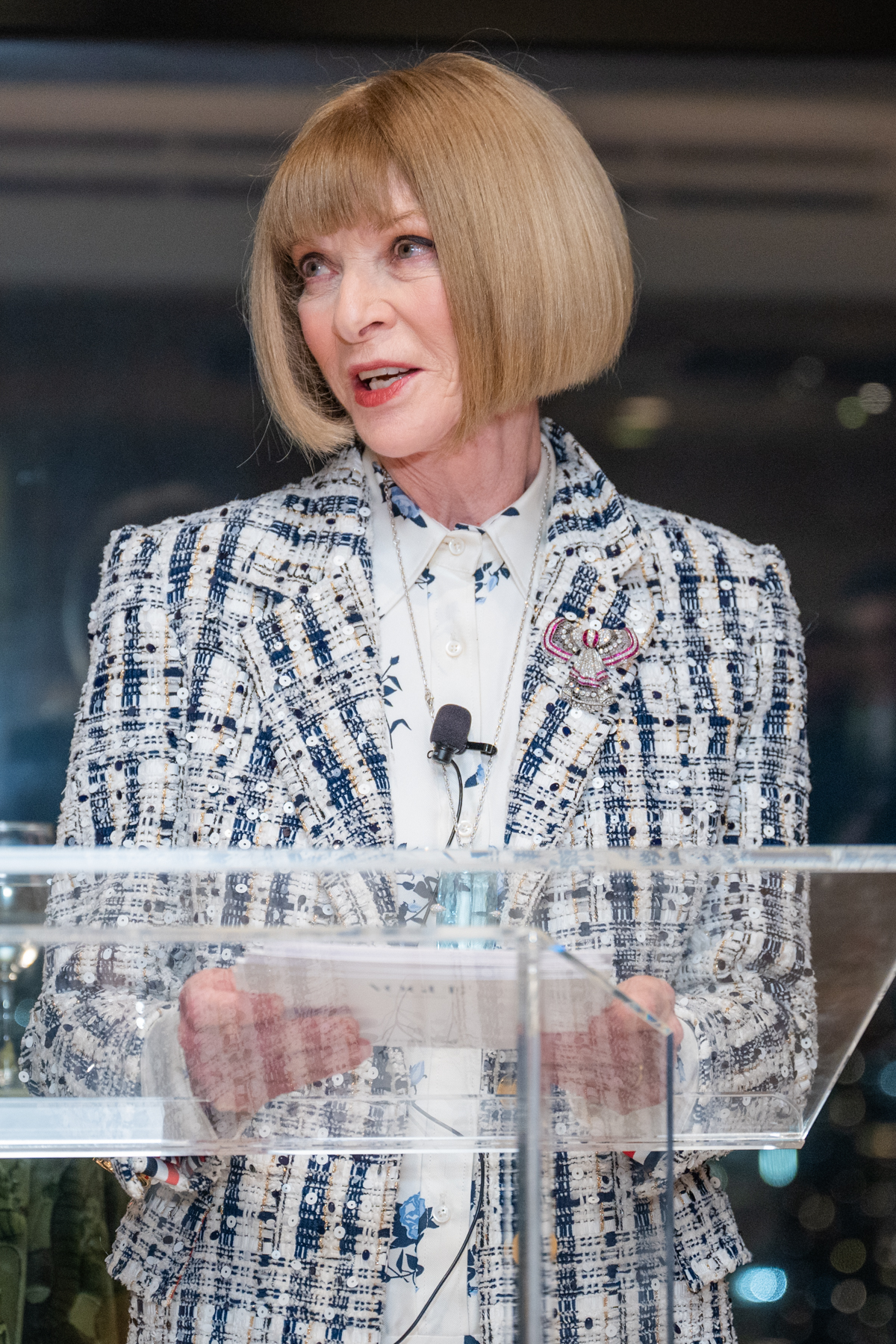
Anna Wintour 2024

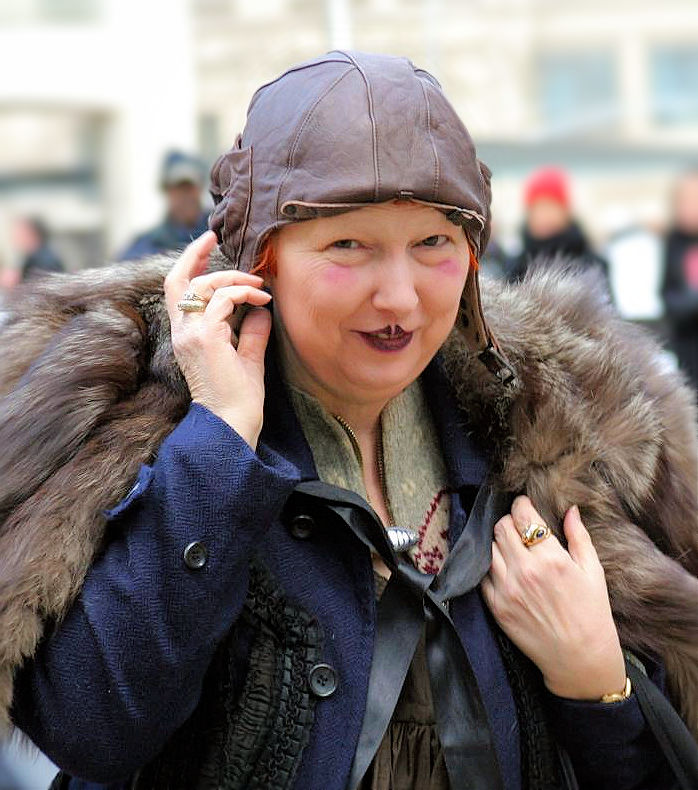
Lynn Yaeger (Moderedakteurin für Vogue.com und Autorin für Vogue) 2011

Im September 2020 erschienen in 26 Ländern individuelle Ausgaben der Vogue, in zahlreiche weitere werden diese exportiert.
Nordamerika
- Mexiko – Karla Martínez
- Vereinigte Staaten – Anna Wintour (1988 – 2025)[20]

Südamerika
- Brasilien – Paula Merlo

Europa
- Deutschland – Kerstin Weng
- Frankreich – Emmanuelle Alt
- Tschechien - Andrea Behounková
- Italien – Emanuele Farneti
- Griechenland - Thaleia Karafyllidou
- Niederlande – Rinke Tjepkema
- Polen – Filip Niedenthal
- Portugal – Sofia Lucas
- Russland – Masha Fedorova
- Spanien – Eugenia de la Torriente
- Ukraine – Vlasov Philipp
- Vereinigtes Königreich – Edward Enninful
- Türkei - NN

Asien
- Volksrepublik China – Angelica Cheung
- Hongkong - Kat Yeung
- Indien – Priya Tanna
- Japan – Mitsuko Watanabe
- Taiwan – Leslie Sun
- Südkorea – Kwangho Shin
- Thailand – Kullawit Laosuksri
- Singapur - Norman Tan
- Saudi-Arabien - Manuel Arnaut

Ozeanien
- Australien – Edwina McCann

## Galerie

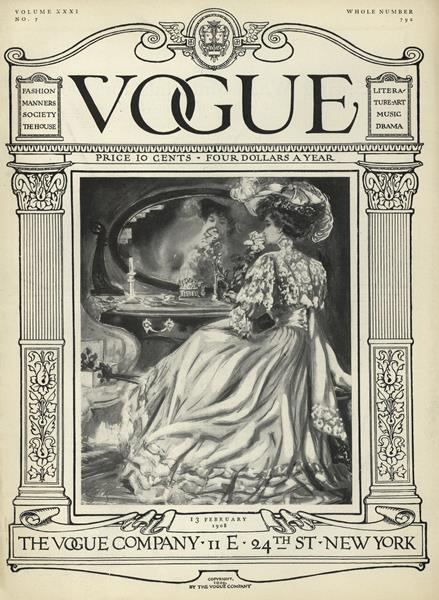
Vogue Februar 1908
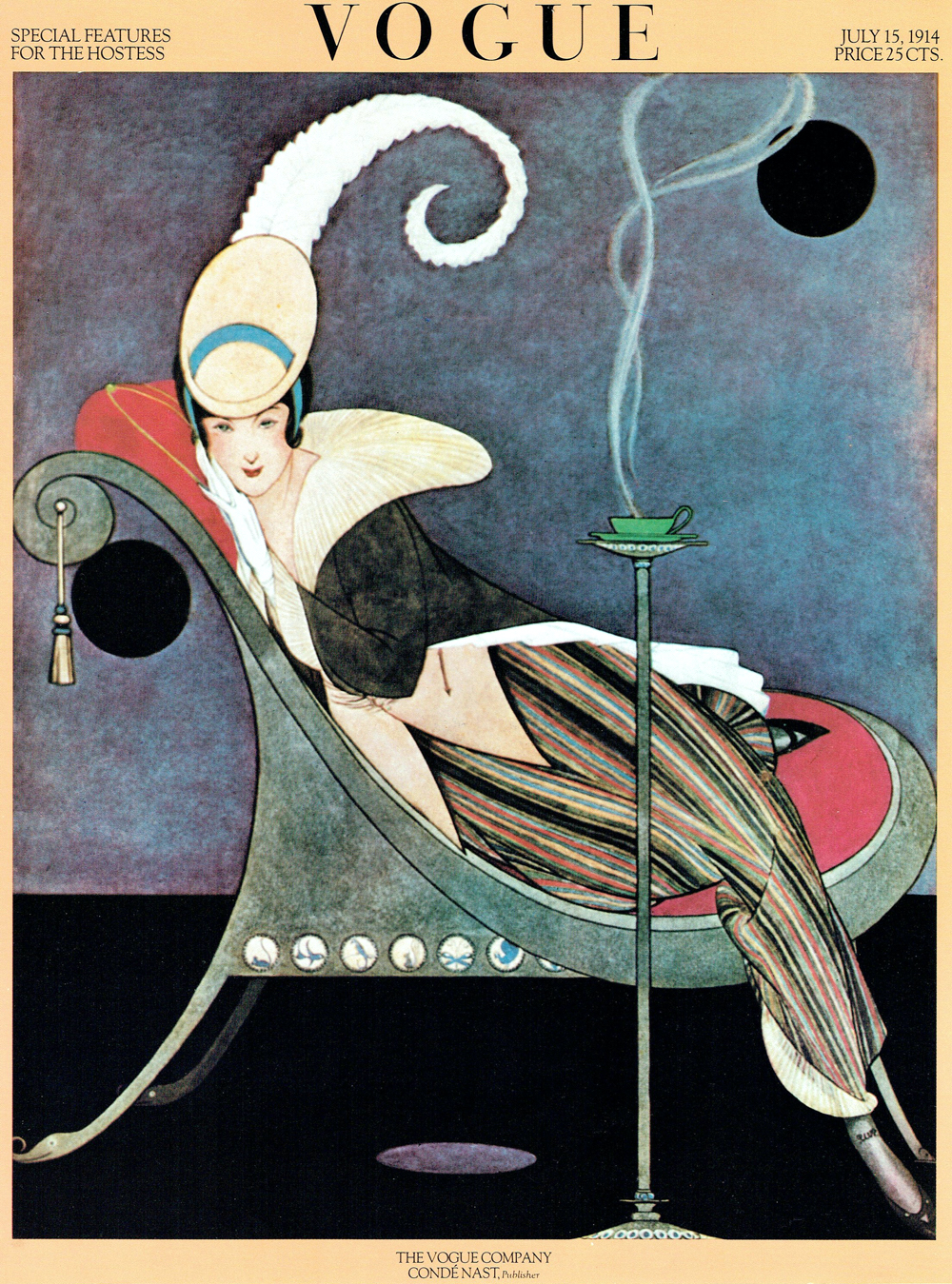
Vogue Juli 1914
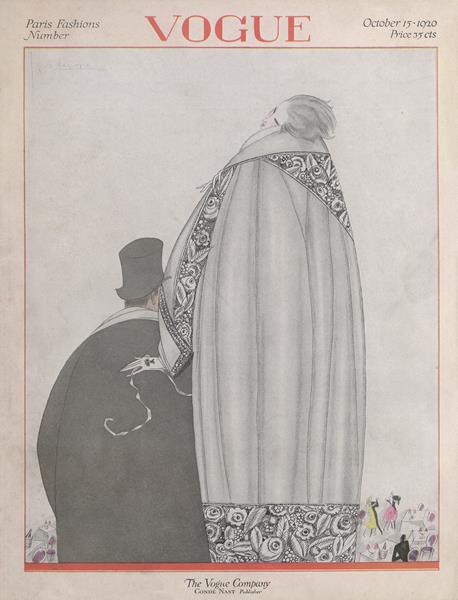
Vogue Oktober 1920
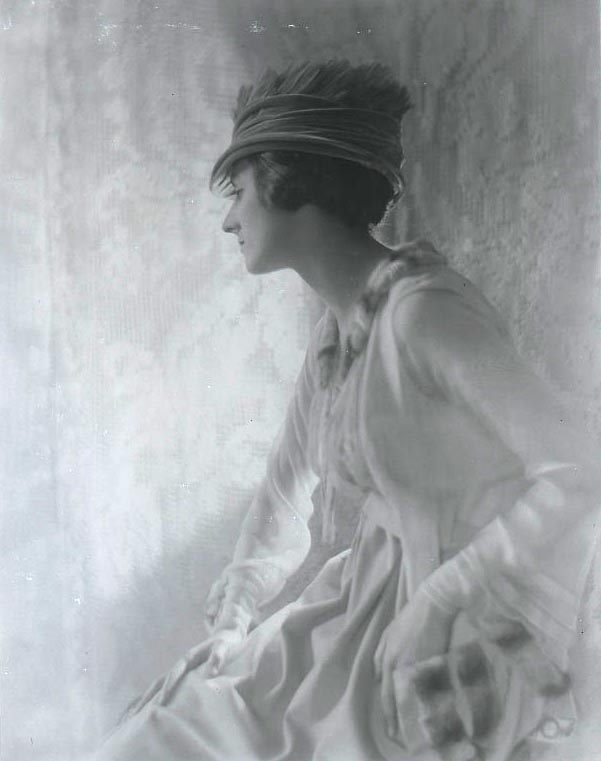
Adolphe de Meyer Vogue Illustration 1920
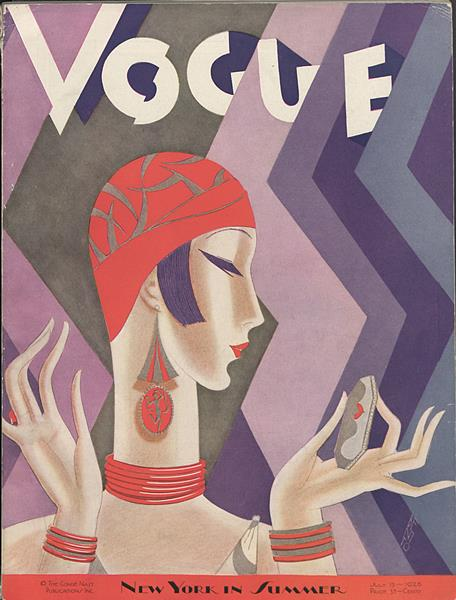
Vogue Juli 1926
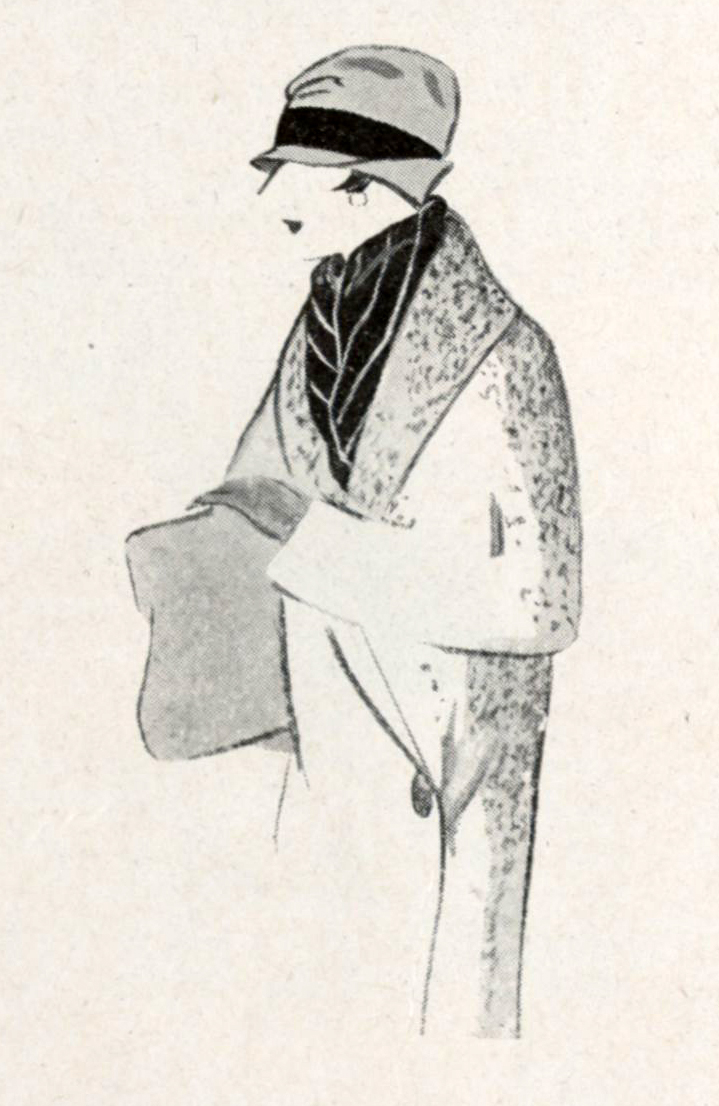
Lamé-Schal Illustration 1926
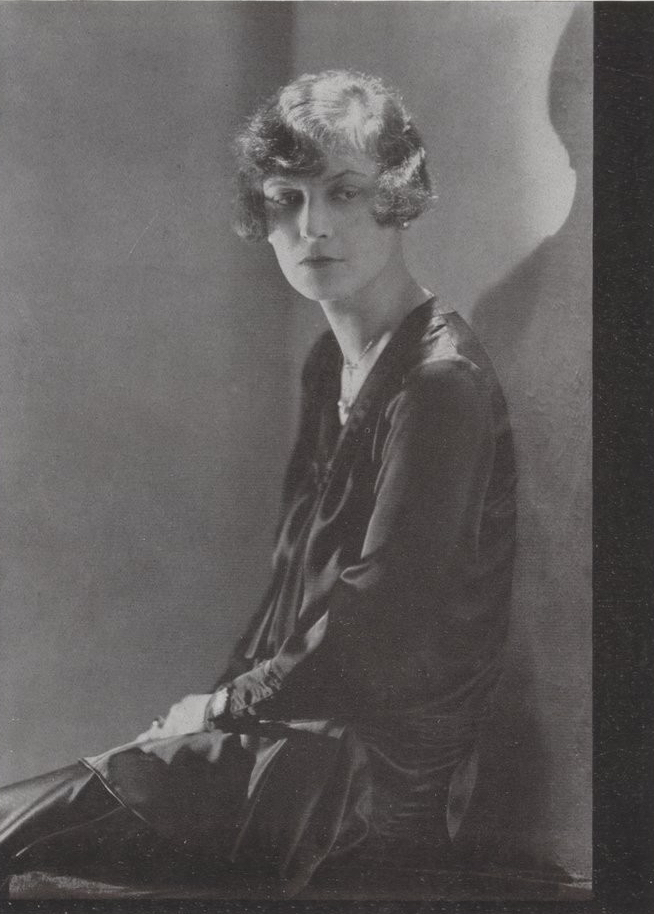
Gräfin de Ganay Fotografie (Vogue)
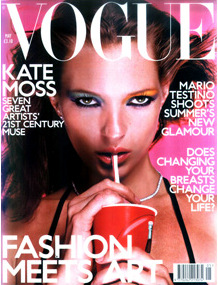
Britischen Ausgabe 2000, Kate Moss
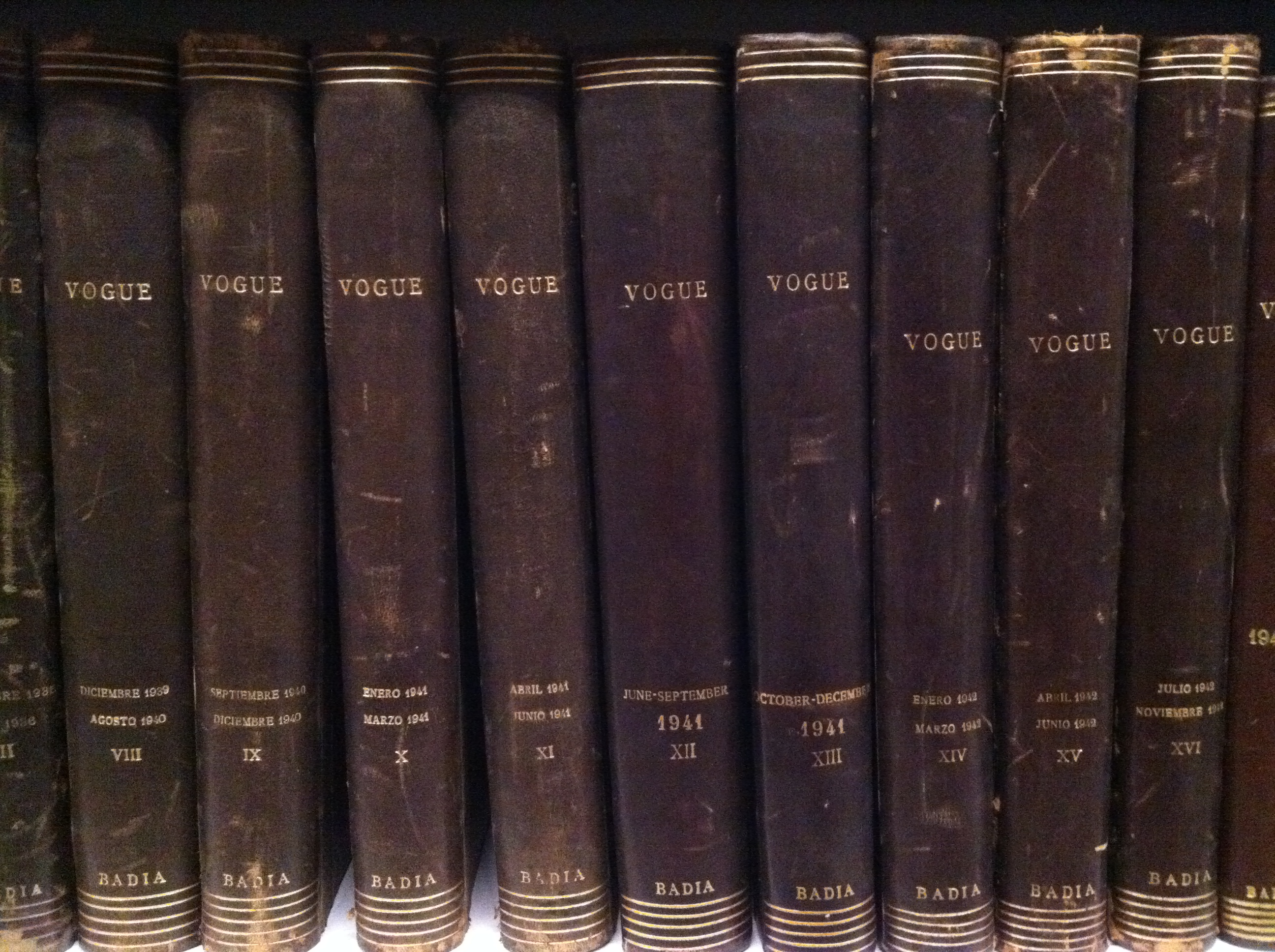
Vogue im Dokumentationszentrum und Textilmuseum Terrassa, Spanien, (nachträglich gebunden)

## Kulturelle Bezüge
- Voguing ist eine Tanzform aus den 1970er Jahren der Schwulenszene von Harlem in New York City.
- Das Lied Vogue von dem Soundtrackalbum I’m Breathless der Sängerin Madonna wurde im März 1990 veröffentlicht.
- Der Teufel trägt Prada, Spielfilm, USA 2006
- Love and Other Disasters, Spielfilm, Vereinigtes Königreich 2006
- The September Issue – Dokumentarfilm über die Produktion der Septemberausgabe 2007 der US-Vogue, 2009

## Trivia
Im März 2022 forderte der Verlag die Umbenennung eines Pubs in der Ortschaft Vogue in Cornwall, der Inhaber reagierte mit einer ironischen Antwort („Nein“) unter Berufung auf das Alter des Ortes.